# جیمز رابرت بیکر
جیمز رابرت بیکر (انگلیسی: James Robert Baker؛ ۱۸ اکتبر ۱۹۴۶ – ۵ نوامبر ۱۹۹۷) یک فیلم‌نامه‌نویس اهل ایالات متحده آمریکا بود.